# Рогове (Старобільський район)
Ро́гове — село в Україні, у Новопсковській селищній громаді Старобільського району Луганської області. Населення становить 706 осіб.

## Історія
Село постраждало внаслідок геноциду українського народу, вчиненого урядом СРСР у 1932—1933 роках, кількість встановлених жертв — 118 людей.

## Географія
Біля села знаходиться Геологічна пам'ятка природи — Рогівське відслонення, яке розташоване приблизно за 1 км на захід від села, на правому крутому схилі долини річки Айдар. На південно-східній околиці села Балка Рогівський Яр впадає у річку Айдар.
Стратотип рогівських шарів нижнього еоцену. Тут на розмитій поверхні верхньої крейди залягає товща опокоподібних алевритових порід зеленувато-сірого кольору з прошарками тонкозернистих пісковиків. Алеврити та пісковики часто слюдяні, містять значну домішку глауконіту, невеликі гнізда дрібнозернистого кварцового піску. У алевроліті зустрічаються ядра і відбитки молюсків. З інших органічних залишків присутні плоди й насіння рослин, водорості, спори та пилок наземних рослин, зуби акул та інше. Покриваючі відкладення в розрізі не розкриті. Потужність — 8 м. Не потребує охорони.

## Також
- Перелік населених пунктів, що постраждали від Голодомору 1932-1933, Луганська область